# Distretto di Phaisali
Il distretto di Phaisali (in thailandese: ไพศาลี) è un distretto (amphoe) della Thailandia, situato nella provincia di Nakhon Sawan.